# 呂大臨
呂 大臨（りょ たいりん、1042年頃 - 1090年頃）は、北宋の儒学者・金石学者。字は與叔。比部郎中の呂蕡の子。呂大忠・呂大防・呂大鈞の弟。

## 略伝
京兆府藍田県の出身。はじめは張載に師事し、熙寧10年（1077年）に張載が没すると程頤のもとに入門して学び、謝良佐・游酢・楊時とともに程門の四先生と称せられるまでになった。文章が良く六経に通じ、礼にもっとも精しく兄の呂大防とともに考究・論議した。元祐年間（1086年-1094年）に太常博士となり、秘書省正字にうつった。元祐7年（1092年）、政治家の范祖禹が呂大臨の学風と古人のごとき身の修め方を好み、講官に抜擢しようとしたが用いられる前に没した。著書として『玉渓集』『考古図』がある。

## 史料
- 『宋史』巻340
- 『宋元学案』巻31
- 『伊洛淵源録』